# Monsignore (film)
Monsignore (Monsignor) è un film del 1982, diretto dal regista Frank Perry e tratto dal romanzo omonimo di Jack-Alain Léger.

## Trama
Padre Flaherty è un sacerdote statunitense che aveva combattuto nella seconda guerra mondiale. Durante la sua carriera ecclesiastica, per far entrare qualcosa nelle casse della chiesa, si accorda con la mafia con cui divide il mercato nero delle sigarette, mentre il suo acquisto di una banca gli permette di riciclare più facilmente il denaro sporco.
L'uomo si innamora di una suora e la inganna per sedurla; quando la donna scopre la verità interrompe la storia d'amore. La sua carriera lo porta a diventare cardinale e a venire tradito da un mafioso che lo deruba di 250 milioni di dollari.
Anche se il traditore viene subito ucciso Flaherty subisce un processo, ma la morte del Papa sarà la sua salvezza.